# Slowenische Literatur

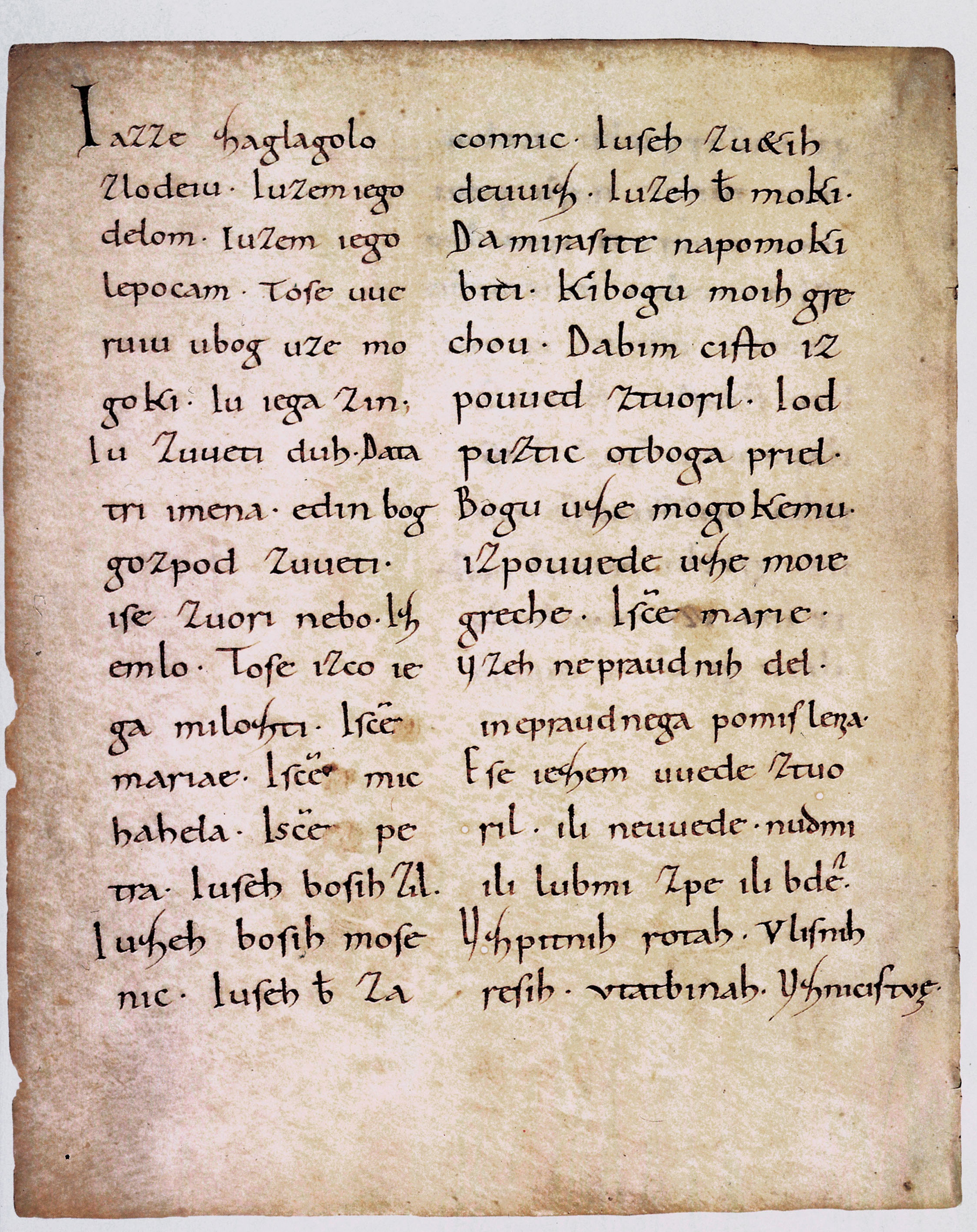
Die Freisinger Denkmäler (Brižinski spomeniki), datierend aus dem 10. und 11. Jahrhundert, wahrscheinlich in Oberkärnten geschrieben, sind die ältesten erhaltenen Dokumente auf Slowenisch.

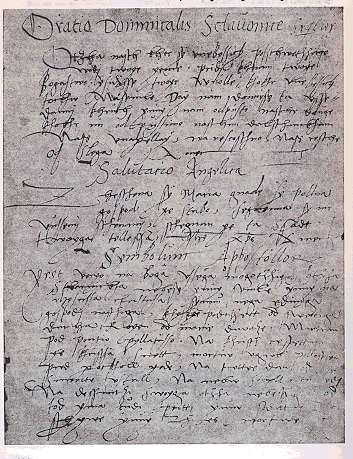
Castelmonte Manuskript (Starogorski rokopis)

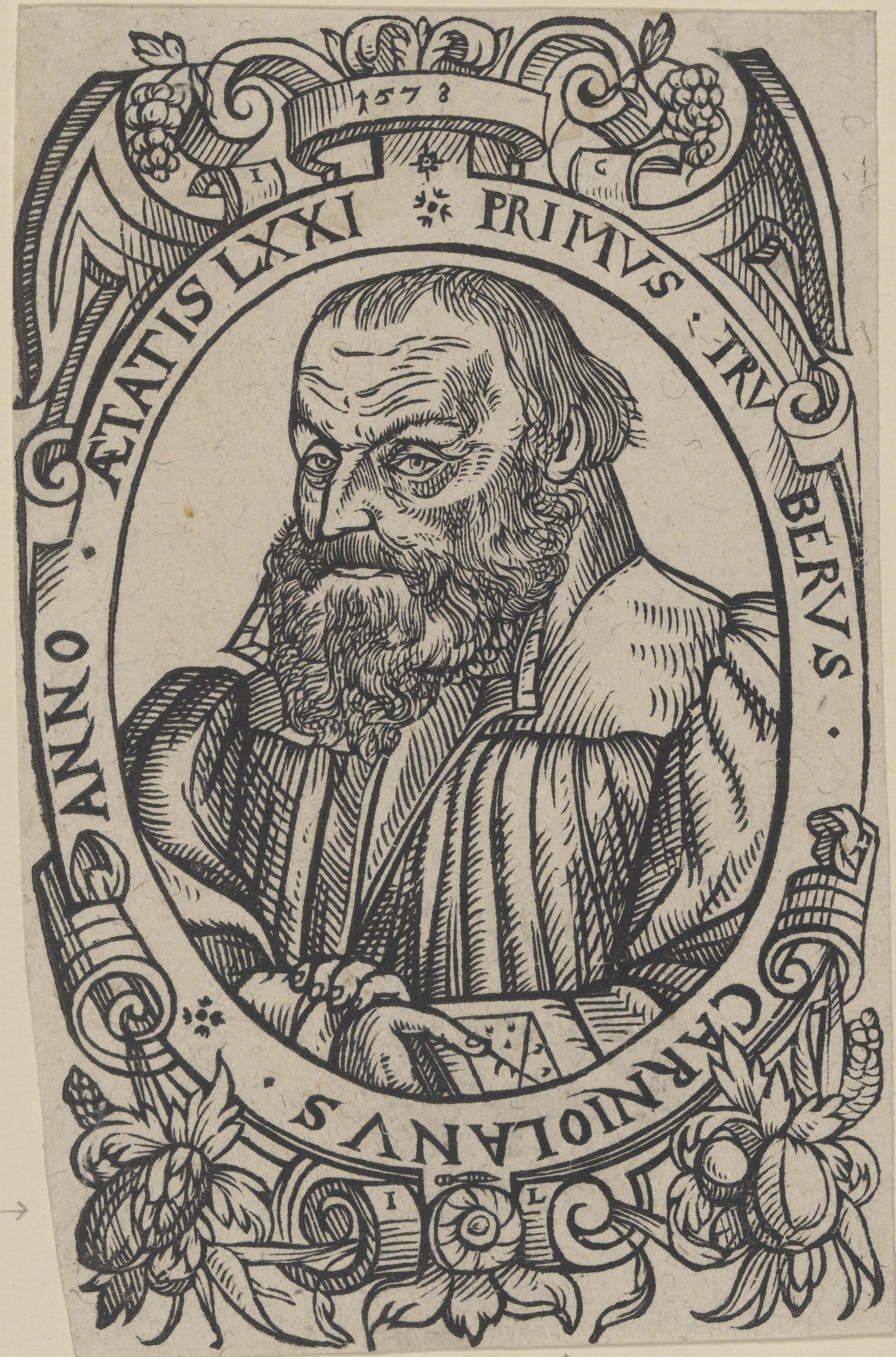
Protestantischer Prediger Primož Trubar, Autor des ersten gedruckten Buches auf Slowenisch

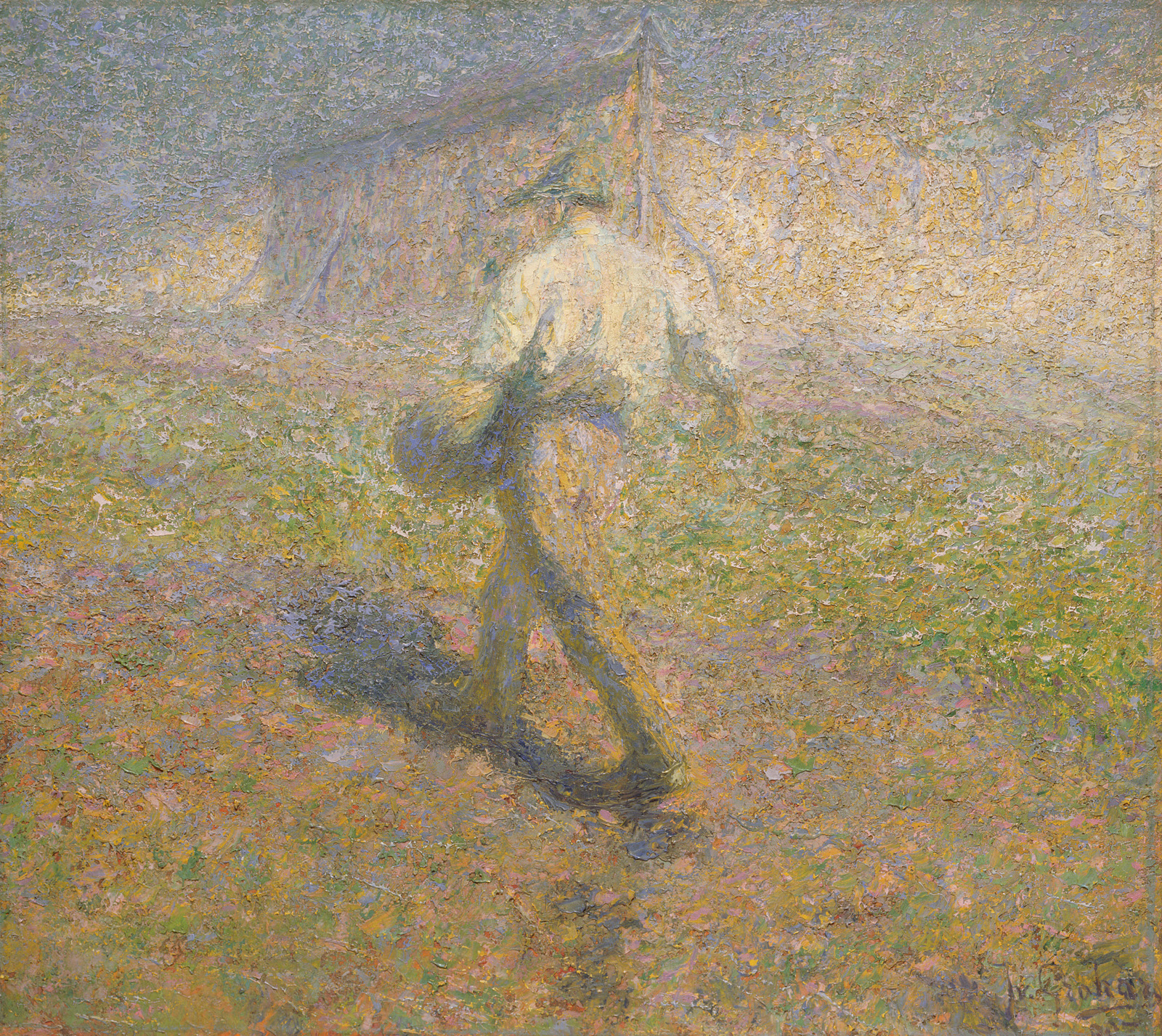
Der Säer (slow. Sejalec, 1907) von dem impressionistischen Maler Ivan Grohar ist eine Metapher für die Slowenen als dynamische Nation vor einer ungewissen Zukunft und einer Nation, die sät, um zu ernten.

Die slowenische Literatur ist die in der slowenischen Sprache verfasste Literatur. Sie beginnt mit den Freisinger Denkmälern (Brižinski spomeniki) um das Jahr 1000. Die ersten Bücher auf Slowenisch wurden um 1550 gedruckt.
Bedeutende historische Vertreter der slowenischen Literatur sind France Prešeren (1800–1849) und Ivan Cankar (1876–1918).